# Financiële repressie
Financiële repressie is monetair beleid dat een overheid of centrale bank voert om de publieke sector te financieren door ingrijpen in de financiële markten, ten koste van spaarders en beleggers. De term werd in de jaren 70 ingevoerd om beleid in bepaalde ontwikkelingslanden te beschrijven (zoals wetgeving tegen woekerrentes, maar ook sluikbelasting door inflatie) en begin 21e eeuw toegepast op regulering van financiële markten in ontwikkelde landen in het keynesiaanse tijdperk (ca. 1945-1970) en de jaren na de kredietcrisis van 2007. De term kan een polemische lading hebben, vooral bij de voorstanders van liberalisering en soberheidsbeleid, die regulering voorstellen als 'marktverstorend.'
Reinhart en Sbrancia verstaan onder financiële repressie diverse vormen van financiële regelgeving:
- maximering van de rentestand, door regelgeving of door directe sturing op de rente die centrale banken betalen aan commerciële banken;
- het stellen van eisen aan reserves en kapitaalbuffers bij de financiële instellingen (banken/verzekeraars)
- de verplichting, opgelegd aan pensioenfondsen, om obligaties van de eigen overheid in de portefeuille te houden;
- kapitaalbeperkingen;
- transactiebelastingen op aandelen;
- staatseigendom of -beheer van banken.

Zij voorspellen een terugkeer naar dit type beleid om de na de kredietcrisis opgebouwde staatsschulden af te bouwen.